# Wagony SGP nr 501–510 (tramwaje w Grazu)
Wagony SGP nr 501–510 – seria silnikowych, przegubowych wagonów tramwajowych, wyprodukowanych w połowie lat 70. XX w. w zakładach Simmering-Graz-Pauker dla systemu tramwajowego w Grazu.

## Historia
W latach 70. XX w. zaszła konieczność wycofania z eksploatacji wagonów SGP nr 201–250. Oprócz sprowadzenia 10 używanych wagonów z Wuppertalu, zakupiono 10 fabrycznie nowych wagonów produkcji Simmering-Graz-Pauker.
22 grudnia 1977 r. do Grazu dostarczono pierwszy wagon. Początkowo tramwaje nosiły numery z zakresu 1–10, a w późniejszym czasie zostały przenumerowane na 501–510.
20 stycznia 1978 r. pierwszy tramwaj wyjechał planowo na linię. Początkowo wagony obsługiwały tylko linie nr 4 i 7, a potem zaczęły się pojawiać także na innych.
Po zakupie 22 nowych tramwajów, najpóźniej w 2027 r., planowane jest wycofanie wagonów nr 501–510 z eksploatacji.

## Konstrukcja
Dzięki wyposażeniu elektrycznemu opartemu na rozruchu tyrystorowym silników prądu stałego, tramwaje były nowoczesne jak na owe czasy. Po 2000 r. stare kasety na numer linii zastąpiono wyświetlaczami, a wewnątrz zamontowano monitory. Prędkość maksymalna tramwajów to 60 km/h. Długość nadwozia jest równa 25,35 m, masa pustego wagonu 32,2 t. Szerokość nadwozia jest równa 2,26 m. Wewnątrz umieszczono 40 miejsc siedzących i 94 stojące.

## Dostawy
| Państwo        | Miasto         | Lata dostaw    | Liczba | Numery taborowe |       |
| -------------- | -------------- | -------------- | ------ | --------------- | ----- |
| Austria        | Graz           |                | 10     | 501–510         | [ 2 ] |
| Łączna liczba: | Łączna liczba: | Łączna liczba: | 10     |                 |       |

## Galeria

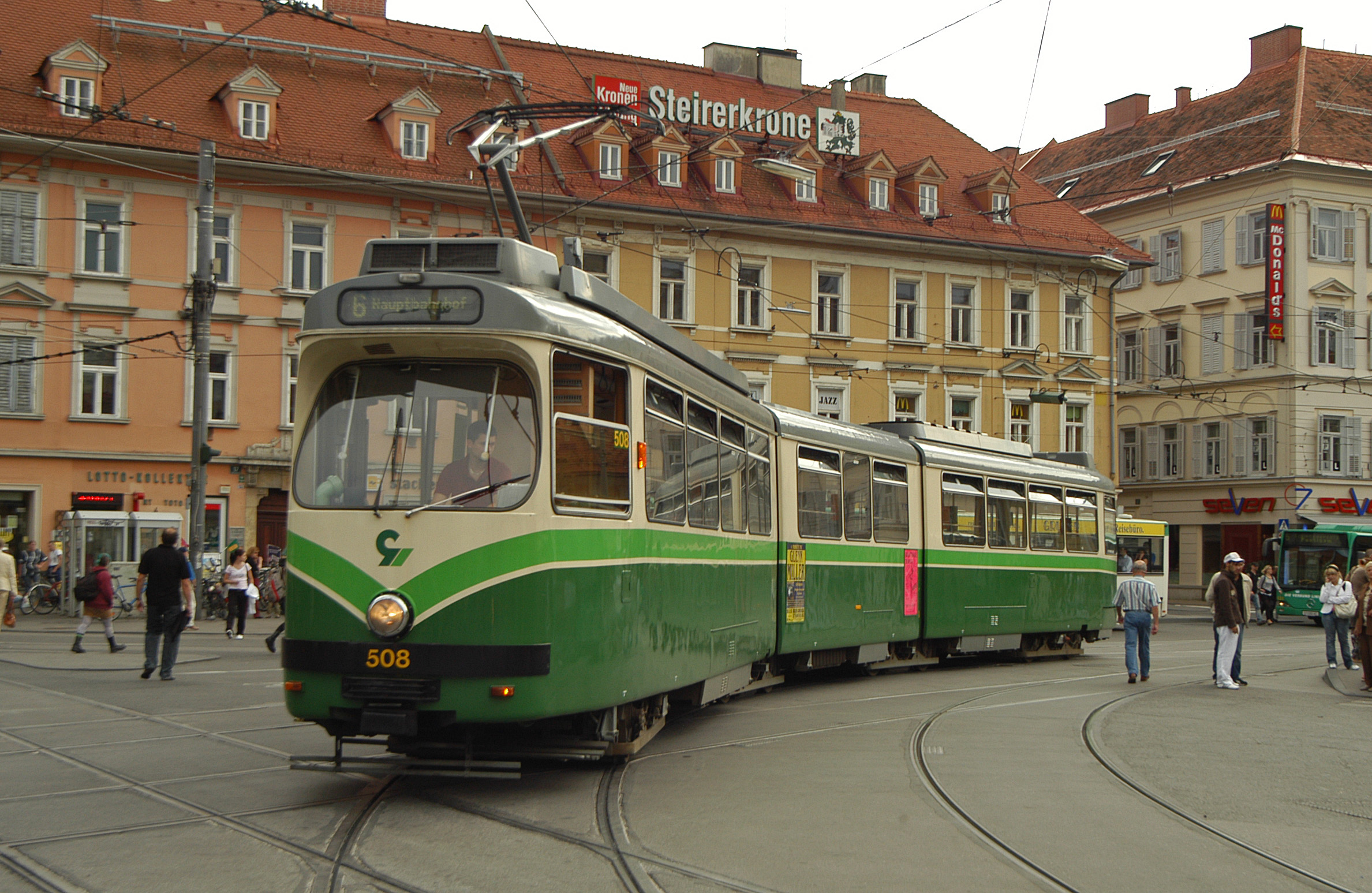
Bezdrzwiowa strona
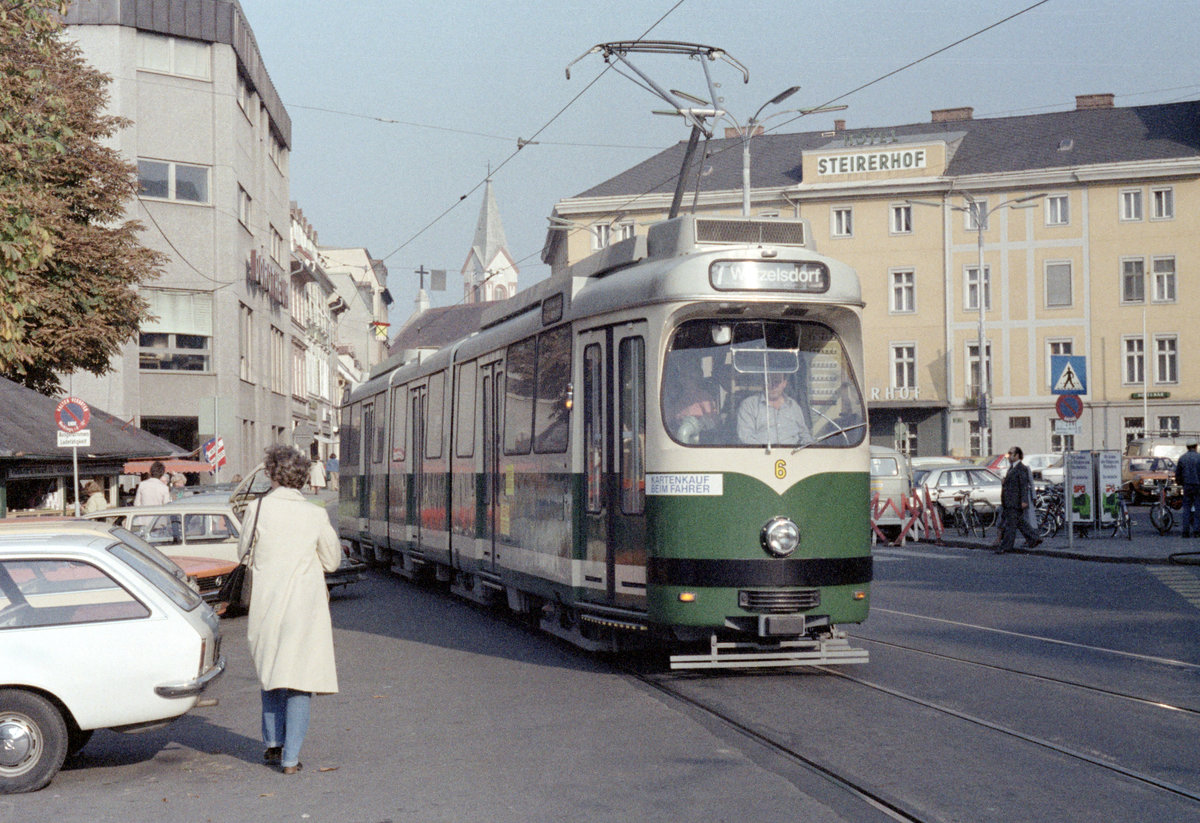
Wagon w pierwotnym malowaniu, 1978 r.
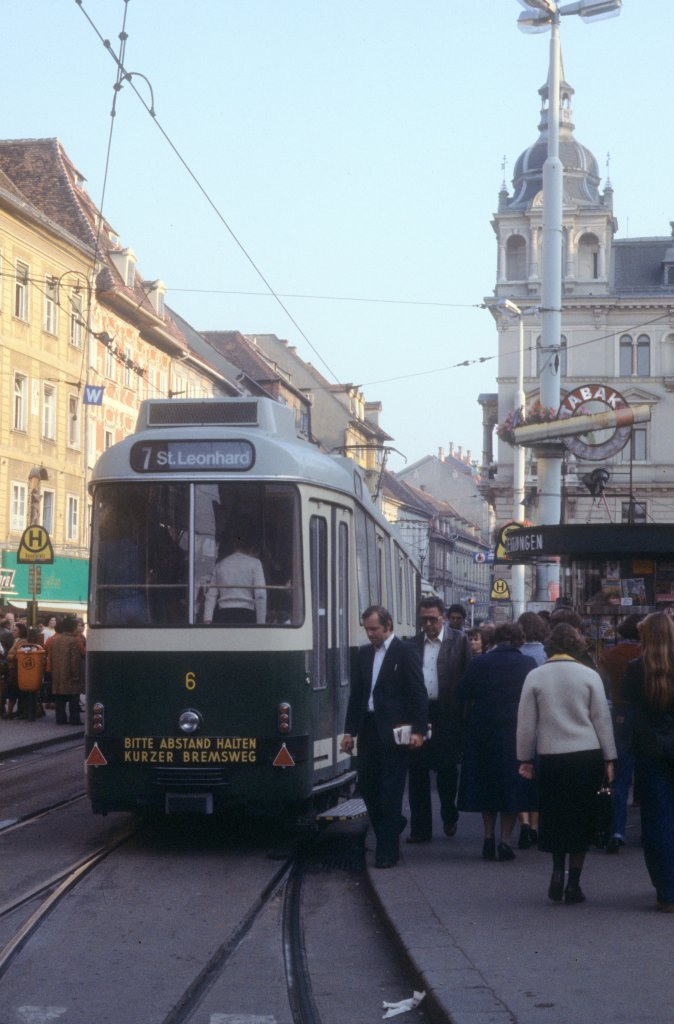
Tył
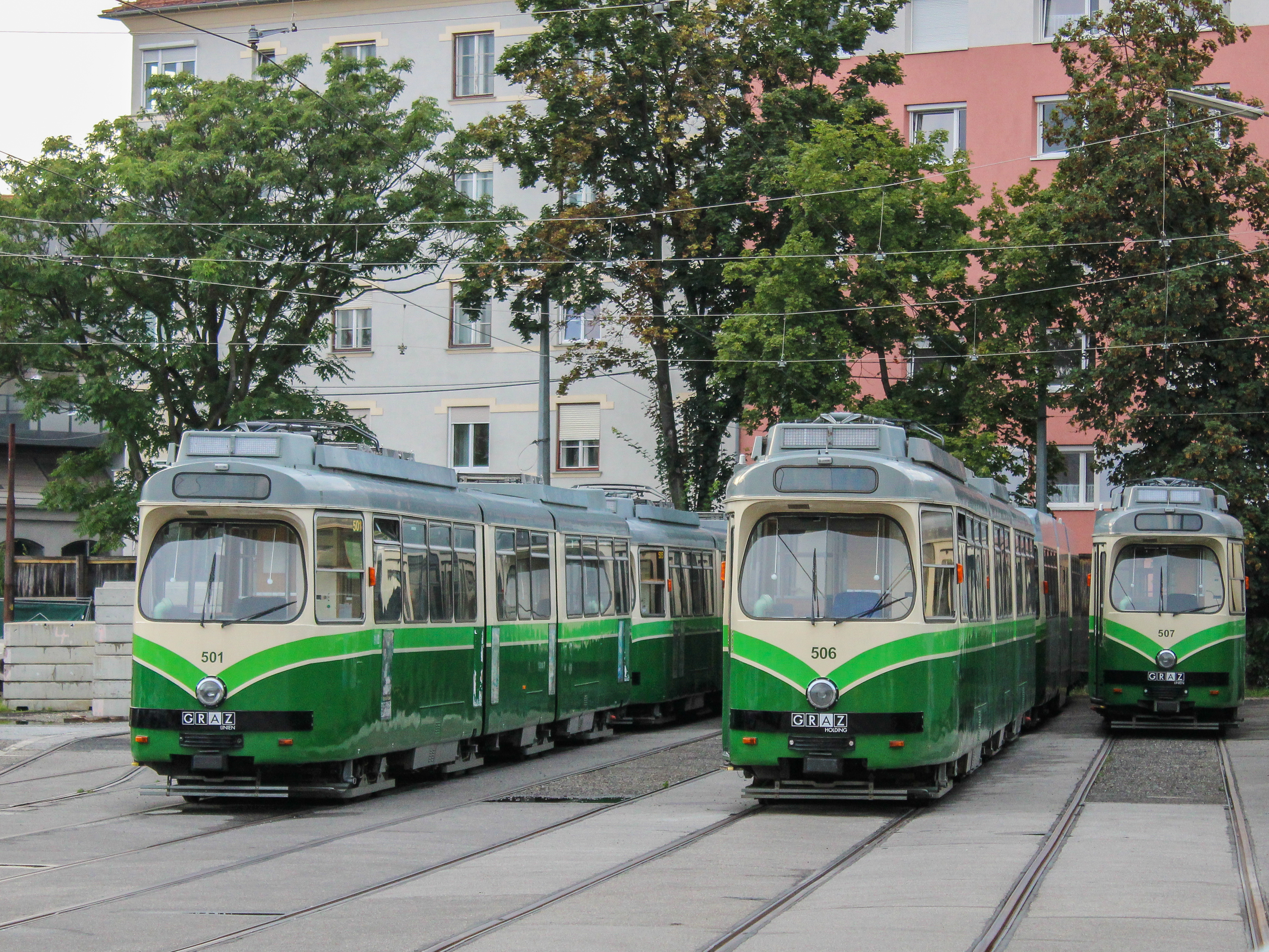
Odstawione wagony w zajezdni Steyrergasse